# Tanjung Muda (Air Putih)
Tanjung Muda is een bestuurslaag in het regentschap Batu Bara van de provincie Noord-Sumatra, Indonesië. Tanjung Muda telt 1299 inwoners (volkstelling 2010).